# レイホール・レターマン・ラニガン・レーシング

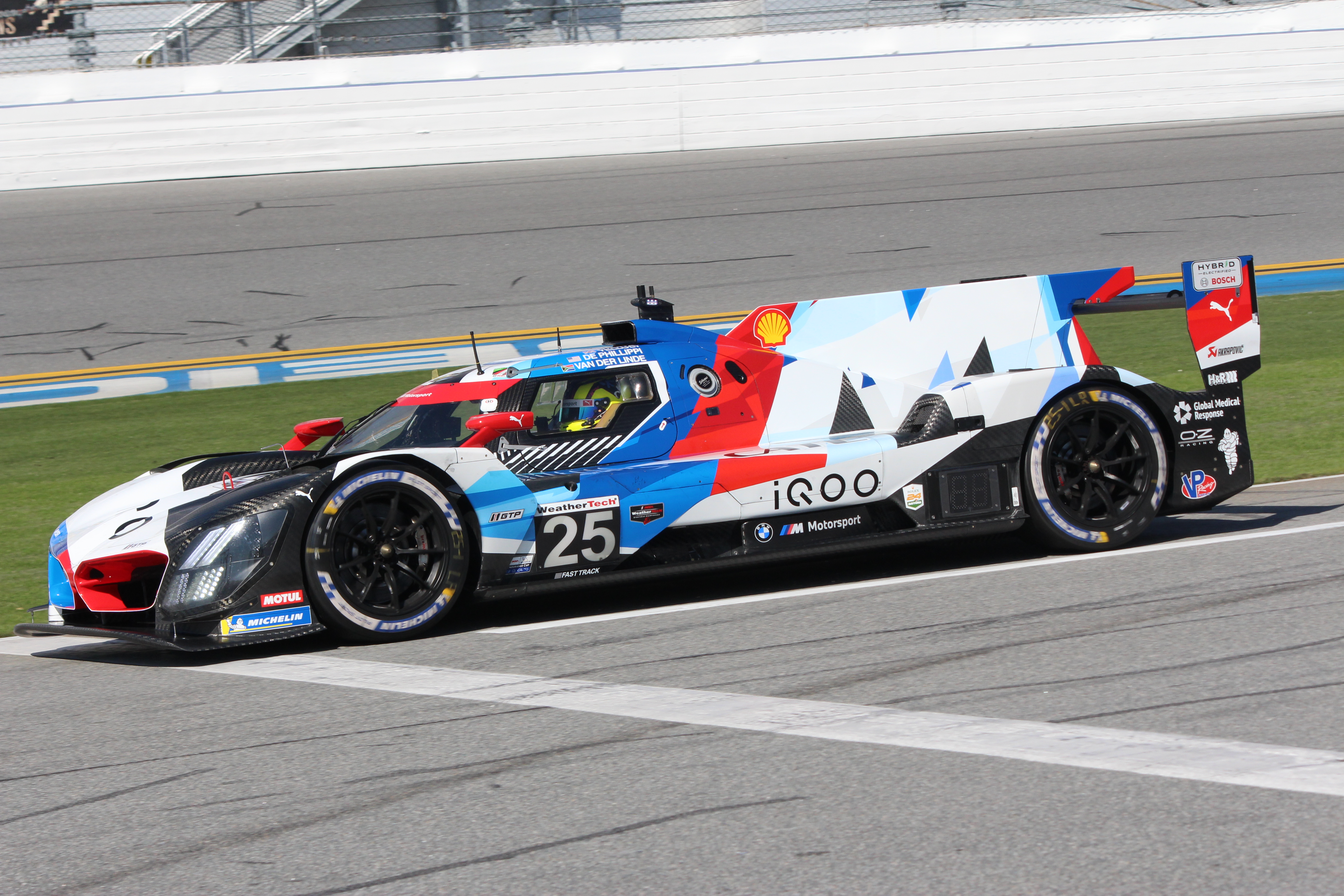
BMW・M Hybrid V8（2023年）

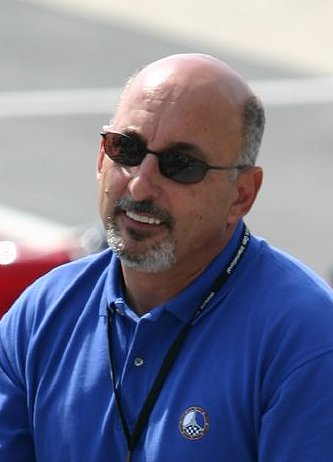
ボビー・レイホール（2004年）

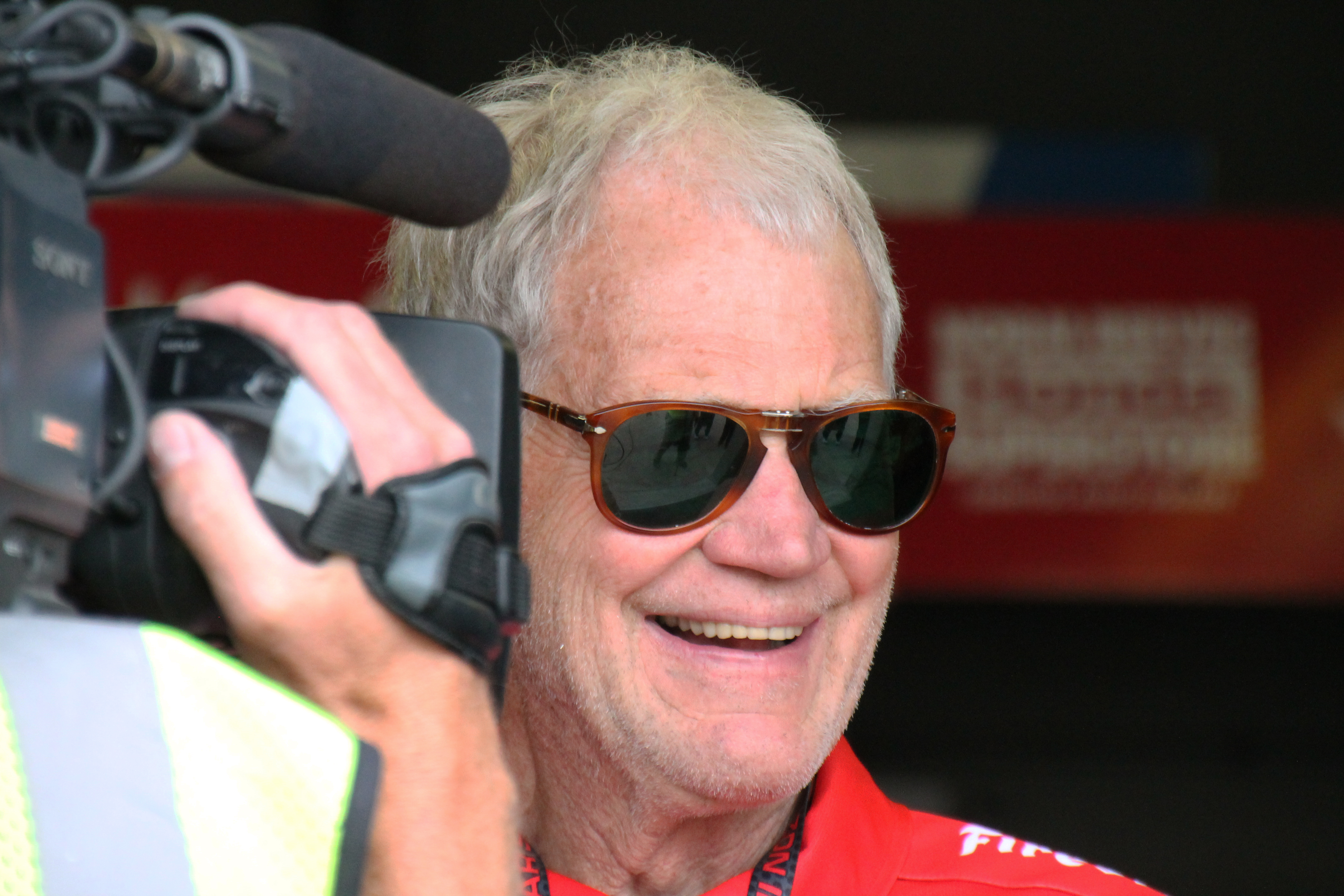
デイヴィッド・レターマン

レイホール・レターマン・ラニガン・レーシング (Rahal Letterman Lanigan Racing, RLL) は、アメリカ合衆国のレーシングチーム。現在はインディカー・シリーズおよびIMSA スポーツカー選手権に参戦している。チームの拠点はオハイオ州ヒラード。チーム名の由来は1986年のインディ500勝者であるボビー・レイホールと、テレビのトークショー司会者、コメディアンであるデイヴィッド・レターマン、そして実業家のマイク・ラニガンの3名の経営者の名前から採られている。

## CART
1991年のCARTシーズン終了後、ボビー・レイホールはギャレス＝クラコ・レーシングを離脱した。レイホールはコンスタントに上位でフィニッシュしたものの、1989年から1991年シーズンまでで2勝しか挙げることができなかった。同様にダニー・サリバンはアルファロメオのエンジンを積んで惨憺たるシーズンを終えたパトリック・レーシングを離脱した。サリバンはギャレス・レーシングに加入し、レイホールがパトリック・レーシングに加入、2人はそれぞれのチームを結果的に交換することとなった。しかしながら1991年の冬にパトリック・レーシングはアルファ・ロメオ製エンジンの財政および法的な問題のため、活動を停止した。法的な問題とは、当時パトリックの搭載したアルファ・ロメオ製エンジンはシボレーのインディカー用エンジンの部品を流用していたという噂が表面化したためである。
1991年12月頃、レイホールと新たなパートナーのカール・ホーガンは、その問題を抱えていたパトリック・レーシングの資産を取得する。新たなチームはレイホール・ホーガン・レーシング (Rahal-Hogan Racing) の名称で活動を始めた。オーナードライバーのボビー・レイホールは晴れて搭載が可能となったシボレー・ローラをドライブし、チームは活動初年度の1992年にシリーズタイトルを獲得した。
1992年末にレイホール・ホーガン・レーシングは、レイホールがかつて所属したトゥルースポーツ・レーシングチームを吸収した。チームは活動拠点をインディアナポリスから、古くからトゥルースポーツの施設があるヒラードに移転した。同時にチームは開発を初めて2年になるトゥルースポーツの自製シャシー計画を継承した。レイホールは翌年には新たなレイホール・ホーガン製シャシーを導入するを意志を示すために、1993年のシーズンにはアップデートされたトゥルースポーツ製シャシーを改良したものを”レイホール・ホーガン”シャシーと改名して参戦した。第3戦ロングビーチで2位を獲得したが、「スーパー・スピードウェイ（1周の距離が長いオーバルトラック）」での競争力がないことが判明し、その成功は短命なものに終わった。インディ500で予選を通過できず、チームは翌週にはより競争力のあるローラ製シャシーに変更した。結局独自シャシーの開発プログラムは放棄された。
1994年、レイホール・ホーガンはホンダ製HRXインディV-8エンジンを用いて参戦することを発表したが、インディ500ではホンダ・エンジンに競争力が無いことが判明し、レイホールは2年連続でチームが予選落ちするという危険を避けるため、ホンダエンジンを使用しないことを決断。チームはインディ500で2台のペンスキー・イルモアを借り受け参戦、レイホールがインディ500を3位でフィニッシュした。インディ500後はホンダエンジンに戻したがシーズン通算で期待外れのシリーズ10位という結果に終わり、結局この年限りでホンダエンジンの使用を終了した。1996年にホーガンと袂を分かち、チームはチーム・レイホール (Team Rahal) と改名した。続く数年にわたって、チームはブライアン・ハータ、マックス・パピス、ケニー・ブラック、ミチェル・ジョルディンJr.を起用し、2001年シーズンにはブラックがシーズン2位を記録した。レイホール自身は1998年をもってドライバーを引退した。
1996年初めに、レイホールと長年の友人であり、熱心なレースファンであったデイヴィッド・レターマンがチーム経営に参画した。
この間、レイホールは2000年9月のF1のフォードワークスチームのジャガー・レーシング F1チームのマネージング・ディレクター就任から、翌年の8月まで、チームCEO及びチーム代表を務めているが、フォード副社長のニール･レスラーからの要請によるものだった。

## インディカー・シリーズ
チームは2004年5月に名称をレイホール・レターマン・レーシング (Rahal Letterman Racing) に変更した。2005年シーズンは2004年のインディ500勝者であるバディ・ライスに加えてヴィトール・メイラ、ダニカ・パトリックの3名が起用された。
2009年はスポンサーが集まらずフル参戦から撤退しインディ500などのスポット参戦に専念、この状態が2011年まで続いた。
2011年には実業家のマイク・ラニガンが経営に参画し、チーム名もレイホール・レターマン・ラニガン・レーシングに改称された。
2012年に再びフル参戦を表明、KVレーシング・テクノロジーに所属していた佐藤琢磨を起用した。インディ500ではスポットでミシェル・ジョルダインJr.を起用した。
2013年から2017年はチームオーナーであるボビー・レイホールの息子であるグラハム・レイホールのワンドライバー制でインディカー・シリーズに参戦していた。2018年シーズンは再び佐藤琢磨がアンドレッティ・オートスポーツから移籍という形でチームに復帰し、レイホールとの2ドライバー制で参戦する。
2019年〜2021年もレイホールと佐藤が残留し、2台体制で参戦する。また、2019年はジョーダン・キングが、2020年はスペンサー・ピゴットが、2021年はサンティノ・フェルッチがインディ500のみ参戦する。2020年のインディ500においては佐藤が自身2度目の優勝を果たし、レイホールも終盤までトップ争いを繰り広げて3位という快挙を成し遂げた。

## スポーツカーレース
2009年からBMW・M3でアメリカン・ル・マン・シリーズ（ALMS）に参戦。同シリーズがIMSA スポーツカー選手権に改組されてからもBMWとの関係を継続しており、事実上BMWのセミワークス格のチームとなっている。2022年からはBMW・M4 GT3で同シリーズのGTD Proクラスに参戦した。また2023年から導入されるLMDh規定のGTPクラスで、BMWが投入する「BMW・M Hybrid V8」のチーム運営を担う。

## 所属ドライバー

### CART/チャンプカー
| 年   | ドライバー                  | ドライバー                  |
| ---- | --------------------------- | --------------------------- |
| 1992 | ボビー・レイホール          | ボビー・レイホール          |
| 1993 | ボビー・レイホール          | マイク・グロフ              |
| 1994 | ボビー・レイホール          | マイク・グロフ              |
| 1995 | ボビー・レイホール          | ラウル・ボーセル            |
| 1996 | ボビー・レイホール          | ブライアン・ハータ          |
| 1997 | ボビー・レイホール          | ブライアン・ハータ          |
| 1998 | ボビー・レイホール          | ブライアン・ハータ          |
| 1999 | マックス・パピス            | ブライアン・ハータ          |
| 2000 | マックス・パピス            | ケニー・ブラック            |
| 2001 | マックス・パピス            | ケニー・ブラック            |
| 2002 | ジミー・バッサー            | ミッシェル・ジョルディンJr. |
| 2003 | ミッシェル・ジョルディンJr. | ミッシェル・ジョルディンJr. |

### IRL/インディカー
| 年   | フル参戦                                                                                           | スポット参戦 |
| ---- | -------------------------------------------------------------------------------------------------- | --- |
| 2002 | | ジミー・バッサー（第3戦フォンタナ、第5戦インディ500） |
| 2003 | ケニー・ブラック                                                                                   | ジミー・バッサー（第4戦インディ500） |
| 2004 | バディ・ライス ヴィトール・メイラ                                                                  | ロジャー安川（第3戦もてぎ、第4戦インディ500） |
| 2005 | バディ・ライス（インディ500のみけがのため不参加） ヴィトール・メイラ ダニカ・パトリック            | ケニー・ブラック（負傷したライスに代わってインディ500のみ） |
| 2006 | バディ・ライス ダニカ・パトリック ポール・ダナ† ジェフ・サイモンズ                                 | |
| 2007 | スコット・シャープ ジェフ・サイモンズ （7月17日に解雇） ライアン・ハンター＝レイ （7月17日に契約） | |
| 2008 | ライアン・ハンター＝レイ                                                                           | アレックス・ロイド（第6戦インディ500） |
| 2009 | | オリオール・セルビア（第4戦インディ500） |
| 2010 | | グラハム・レイホール（第6戦インディ500） |
| 2011 | | ベルトラン・バゲット（第5戦インディ500） ピッパ・マン（第12戦ニューハンプシャー、第17戦ケンタッキー、第18戦ラスベガス2） ジェイ・ハワード（第18戦ラスベガス2） |
| 2012 | 佐藤琢磨                                                                                           | ミチェル・ジョルディン・ジュニア（第5戦インディ500） |
| 2013 | グラハム・レイホール ジェームズ・ジェイクス                                                        | マイク・コンウェイ（第3戦ロングビーチ） ミチェル・ジョルディン・ジュニア（第5戦インディ500）                                                                   |
| 2014 | グラハム・レイホール                                                                               | オリオール・セルビア（第2戦ロングビーチ、第3戦アラバマ、第4戦インディアナポリス、第5戦インディ500）                                                            |
| 2015 | グラハム・レイホール                                                                               | オリオール・セルビア（第6戦インディ500） |
| 2016 | グラハム・レイホール                                                                               | スペンサー・ピゴット（第1戦セントピーターズバーグ、第5戦インディアナポリス、第6戦インディ500）                                                                 |
| 2017 | グラハム・レイホール                                                                               | オリオール・セルビア（第6戦インディ500、第7戦デトロイト） |
| 2018 | グラハム・レイホール 佐藤琢磨                                                                      | オリオール・セルビア（第6戦インディ500） |
| 2019 | グラハム・レイホール 佐藤琢磨                                                                      | ジョーダン・キング（第6戦インディ500） |
| 2020 | グラハム・レイホール 佐藤琢磨                                                                      | スペンサー・ピゴット（第2戦インディアナポリス、第7戦インディ500）                                                                                              |
| 2021 | グラハム・レイホール 佐藤琢磨                                                                      | サンティノ・フェルッチ（第6戦インディ500、第7・8戦デトロイト、第10戦ミッドオハイオ） クリスチャン・ルンガー（第12戦インディアナポリス）                        |
| 2022 | グラハム・レイホール クリスチャン・ルンガー ジャック・ハーベイ                                     | サンティノ・フェルッチ（負傷したハーベイに代わり第2戦テキサスに出場）                                                                                          |
| 2023 | グラハム・レイホール ジャック・ハーベイ クリスチャン・ルンガー                                     | キャサリン・レッグ（第6戦インディ500） コナー・デイリー（成績不振により解雇されたハーベイに代わり第15戦ゲートウェイに出場）                                    |
| 2024 | グラハム・レイホール ピエトロ・フィッティパルディ クリスチャン・ルンガー                           | 佐藤琢磨（第5戦インディ500） |

1. ^ 第1戦ホームステッド＝マイアミにおいてファイナルプラクティス中の事故により死去。
2. ^ ダン・ウェルドンの死亡事故によりレースキャンセルとなった。

## 参照
1. ↑  1989年シーズン後に初代パトリック・レーシングは売却され1990年にチップ・ガナッシ・レーシングとなったが、同じ年にアルファロメオエンジンを搭載する別のチームに参画し2代目パトリック・レーシングが誕生していた。初代チームが使用していたシボレーエンジンの保管していた分を2代目チームのアルファロメオエンジンの改良に使用した、という疑惑である。なお2代目チームの売却ののちに、3たび新たなパトリック・レーシングが立ち上げられた。
2. ↑  ホーガンは別途ホーガン・レーシングを立ち上げ、1999年まで参戦
3. ↑  BMW、レイホールが2023年開始のLMDhプログラムと来季のGTDプロを運営と発表／IMSA - オートスポーツ・2021年11月14日